# القسم النسوي (حزب)
كان القسم النسائي ( SF ) الفرع النسائي لحزب الكتائب الإسبانية لجونس ، ثم لاحقًا لحزبي FET وJONS . تأسس القسم النسائي في مدريد عام ١٩٣٤،  واستمر في العمل لمدة أربعين عامًا، ثم حُلَّ بعد وفاة فرانسيسكو فرانكو وتفكك النظام الديكتاتوري.
*قادتها بيلار بريمو دي ريفيرا ، شقيقة مؤسس الكتائب، منذ نشأتها وحتى حلها. زعيمتها الوطنية، المتشبعة بالكاثوليكية المتشددة، تبنت الفرع النسائي للكتائب شخصيتي إيزابيلا الكاثوليكية والقديسة تريزا ليسوع كقدوة ورمزين لعملها. في وقت من الأوقات، امتلك القسم النسائي سلطة شبه احتكارية، ليشكل الهيئة النسائية الوحيدة للتنظيم والعمل التي كانت موجودة خلال ديكتاتورية فرانكو. 

## تاريخ

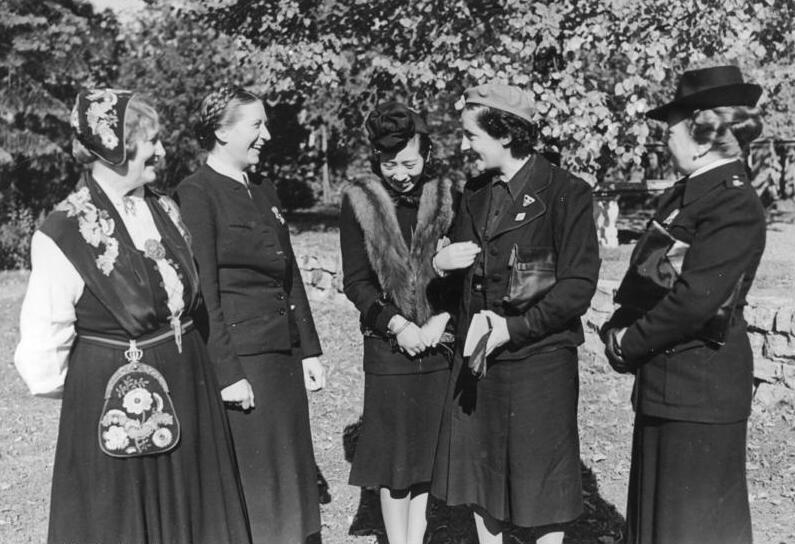
بيلار بريمو دي ريفيرا (الثانية من اليمين)، تشارك في اجتماع في ألمانيا النازية (1941).

تم تنظيم القسم النسائي رسميا في 12 يوليو 1934 كفرع نسائي لحزب الكتائب الإسبانية للجواز. تأسست الكتائب قبل عام من ذلك على يد خوسيه أنطونيو بريمو دي ريفيرا، الذي وضع شقيقته بيلار على رأس المنظمة. خلال الجمهورية الإسبانية الثانية ، نفذت مناضلات القسم النسائي مهام دعم المقاتلين الذكور في الحزب، وخاصة الزيارات إلى سجناء الكتائب وعائلاتهم، بالإضافة إلى مهام الاتصال بين السجناء والشارع ( الرسائل والشعراء وما إلى ذلك) كان لدى المنظمة حوالي 2500 مناضلة بحلول يوليو 1936.

### الحرب الأهلية

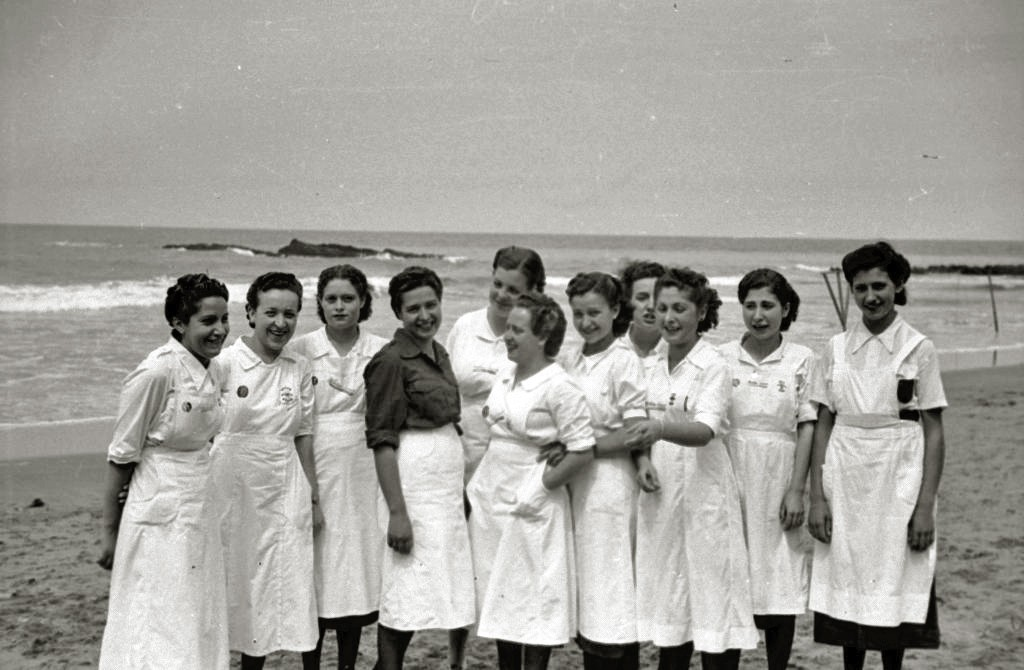
متطوعات قسم المرأة في زومايا ، 1939.

مثّل اندلاع الحرب الأهلية تغييرًا هامًا في المنظمة. ازدادت أنشطتها بشكل ملحوظ، وبدأت في تقديم مجموعة واسعة من الخدمات: على سبيل المثال، كرّست نفسها لتقديم الدعم لأسر ضحايا المعارك من جانب المتمردين ، بالإضافة إلى مهامها السابقة في مؤخرة الجيش الجمهوري. واكتسبت تدريجيًا مكانة بارزة في مؤخرة المدن التي غزاها المتمردون، حيث نظمت تلقائيًا المساعدات الأساسية للسكان (حصص غذائية للأطفال، ملابس، رعاية صحية، توزيع بطاقات تموينية ، إلخ) - في منافسة مع برنامج المعونة الشتوية الذي أنشأته مرسيدس سانز باشيلير لهذه الأغراض.
في يناير 1937، عقدت الجبهة الشعبية أول مجلس وطني لها، والذي بدأ في اليوم السادس واختتم بعد ثلاثة أيام.
ومع ذلك، كانت هناك في منطقة المتمردين جماعات نسائية أخرى إلى جانب الفلانخ، مثل " مارغريتا " الحركة الكارلية. حصل القسم النسائي على تأكيد مؤسسي عام ١٩٣٧، بعد مرسوم التوحيد الذي أنشأ حزبًا واحدًا (اتحد الفلانخ والكارليون في FET وJONS ) وحل جميع الحركات السياسية الأخرى: وبذلك أصبح القسم النسائي في الفلانخ الفرع السياسي الوحيد للنساء في منطقة المتمردين . 
مع ذلك، لم يُخمد مرسوم التوحيد الصراعات القائمة بين الفصائل المختلفة. داخل القسم النسائي الذي نشأ بعد "التوحيد"، كانت هناك ثلاثة تيارات متعارضة: الفلانجيون، واليونسيون، والكارليون.  كانت "المارغريتا" الكارلية السابقة هي الأكثر مقاومةً للاندماج، بينما شكلت "القمصان القديمة" جيش احتياطي حقيقي، وللمفارقة، كان أقل قوة من المجموعات الأخرى داخل قوات الأمن نفسها.  أصبحت الخدمات في كل من المستشفيات الميدانية ومستشفيات المؤخرة - ما يسمى بخدمة "الجبهات والمستشفيات"  - تحت سيطرة "المارغريتا" السابقات، مما تسبب في عدد لا بأس به من الصراعات مع مقاتلي الفلانجيين الآخرين الذين وجدوا أنفسهم مستبعدين من تقديم الخدمات في هذه المنطقة من قبل "المارغريتا".  وعلى الرغم من هذه المشاكل، شهد القسم النسائي نموًا ملحوظًا خلال الحرب. إذا كان عدد أعضاء قوات الأمن الخاصة قد وصل إلى نحو 60 عضوًا بعد بضعة أشهر من بدء الحرب الأهلية، 000 مقاتل، وبحلول أبريل 1938 ارتفع العدد إلى حوالي 400 000؛ وبعد عام واحد، في أبريل 1939 - بالتزامن مع نهاية الحرب - زاد عدد الأعضاء إلى حوالي 900 000 عضوًا، وهو الحد الأقصى التاريخي. 
بحلول 1939، أقامت قوات الأمن الخاصة علاقات وثيقة مع ألمانيا النازية وإيطاليا الفاشية؛ وخلال الحرب، قامت وفود من قسم النساء بثلاث رحلات إلى المانيا ورحلة واحدة إلى إيطاليا. كما زارت وفود من منظمات النساء النازيات إسبانيا في عهد فرانكو. ويتجلى هذا القرب من ألمانيا في كون قائدتين من قوات الأمن الخاصة نصف ألمانيتين: كلارا ستوفر وكارمن فيرنر بولين.
أثناء الحرب أنشأ بريمو دي ريفيرا مكتبا للصحافة والدعاية لقسم النساء، برئاسة المتعاطفة مع النازية كلارا ستوفر.

### نظام فرانكو
بعد نهاية الحرب الأهلية، وفي نهاية عام 1939، أعيد تنظيم الهيكل العضوي للقسم النسائى.
نظمت بيلار بريمو دي ريفيرا الهيكل الداخلي لقسم النساء بتقسيمه إلى عدة أقسام، والتي امتدت أيضًا إلى منظمات أخرى تابعة لـ FET وJONS. ومن بين هذه المنظمات الرئيسية: جماعة الإخوان في المدينة والريف، والخدمة الخارجية ، وقسم النساء في اتحاد الجامعات الإسبانية ، والفرع النسائي داخل جبهة الشباب .  ومع ذلك، تضمن عمل المساعدة الاجتماعية بعض المواجهات مع الكنيسة الكاثوليكية.  في يناير 1945، وبعد بعض المواجهات، تمكنت من انتزاع فرع النساء من جبهة الشباب ودمجه في قسم النساء كقسم للشباب. 
كان للفرع النسائي للكتائب فروع في الخارج. في ألمانيا النازية، كانت سيليا خيمينيز، زعيمة القسم النسائي، وهي شخصية بارزة في الأوساط الإسبانية في برلين خلال الحرب العالمية الثانية، عملت ممرضة في مستشفى ألماني، بل وشاركت في أعمال دعائية.
عندما تم إنشاء الفرقة الزرقاء، سافرت 146 امرأه من قسم النساء كممرضات في هيئة السيدات المساعدات للصحة العسكرية الاي تم إنشاؤها حديثا، تحت إشراف مرسيدس ميلا نولا.
حتى أن فرانكو أعطى نصبًا تذكاريًا وطنيًا ، قلعة لا موتا في ميدينا ديل كامبو ( بلد الوليد )، كمقر لقسم النساء.  في عام 1939، بعد نهاية الحرب، وعد فرانكو بترميم القلعة والتبرع بها لقسم النساء لاستخدامها كمركز تدريب.  بعد عدة سنوات من العمل، أقيم حفل الافتتاح في 29 مايو 1942.  وباعتباره مقرًا لها، كان هذا هو المبنى الأكثر رمزية لقسم النساء، على الرغم من أن المنظمة جمعت خلال الأربعين عامًا التالية قدرًا كبيرًا من العقارات، عمليًا في جميع المقاطعات الإسبانية.  وكان مبنى رمزي آخر استخدمه قسم النساء هو قصر قلعة ماجاليا في أفيلا . 
في السنوات الأولى من حكم فرانكو، ترسخت مكانتهن المؤسسية بتكليفهن بالمساعدة الاجتماعية  - وريثة "المساعدة الشتوية" السابقة - والأهم من ذلك، منحهن سيطرة حصرية على تعليم الإناث، مع التركيز بشكل أساسي على تعليم الشابات كيف يكنّ وطنيات صالحات، ومسيحيات صالحات، وزوجات صالحات.  وقد تم التأكيد على الدور الثانوي والتبعي للمرأة مقارنة بالرجل على مر السنين، وقد أوضحت ذلك بيلار بريمو دي ريفيرا في المجلس الوطني الخامس الذي عُقد في برشلونة عام 1941: "يجب أن تتحلى أقسام النساء بموقف الطاعة المطلقة والتبعية تجاه قادتهن. وكما هو الحال دائمًا، فإن دور المرأة في الحياة هو الخضوع للرجل." 
بموجب مرسوم صادر في 28 ديسمبر 1939،  منح فرانكو النساء أيضًا سيطرة حصرية على الخدمة الاجتماعية النسائية ،  وهي محاكاة فاشستية للخدمة العسكرية للرجال. كما عهد هذا المرسوم بتدريب النساء إلى قوات الأمن الخاصة، سواء كنّ تابعات للمنظمة أم لا: حيث تتلقى المنتسبات إلى قسم النساء تدريبًا "مهنيًا" محددًا، بينما تتلقى النساء غير المنتسبات هذا "التدريب" من خلال الخدمة الاجتماعية.  وبعد بضع سنوات من إنشائها، في عام 1941، 282 قامت 224 امرأة بأداء الخدمة الاجتماعية، حيث قمن بمهام مختلفة إما في مجال المساعدة الاجتماعية أو في مجالات أخرى مثل المستشفيات والمدارس ودور الأيتام ومطابخ الحساء للأطفال أو المكتبات.  وفي وقت لاحق، قامت ما يصل إلى 90٪ من النساء المطلوب منهن القيام بذلك بأداء هذه الخدمة. 

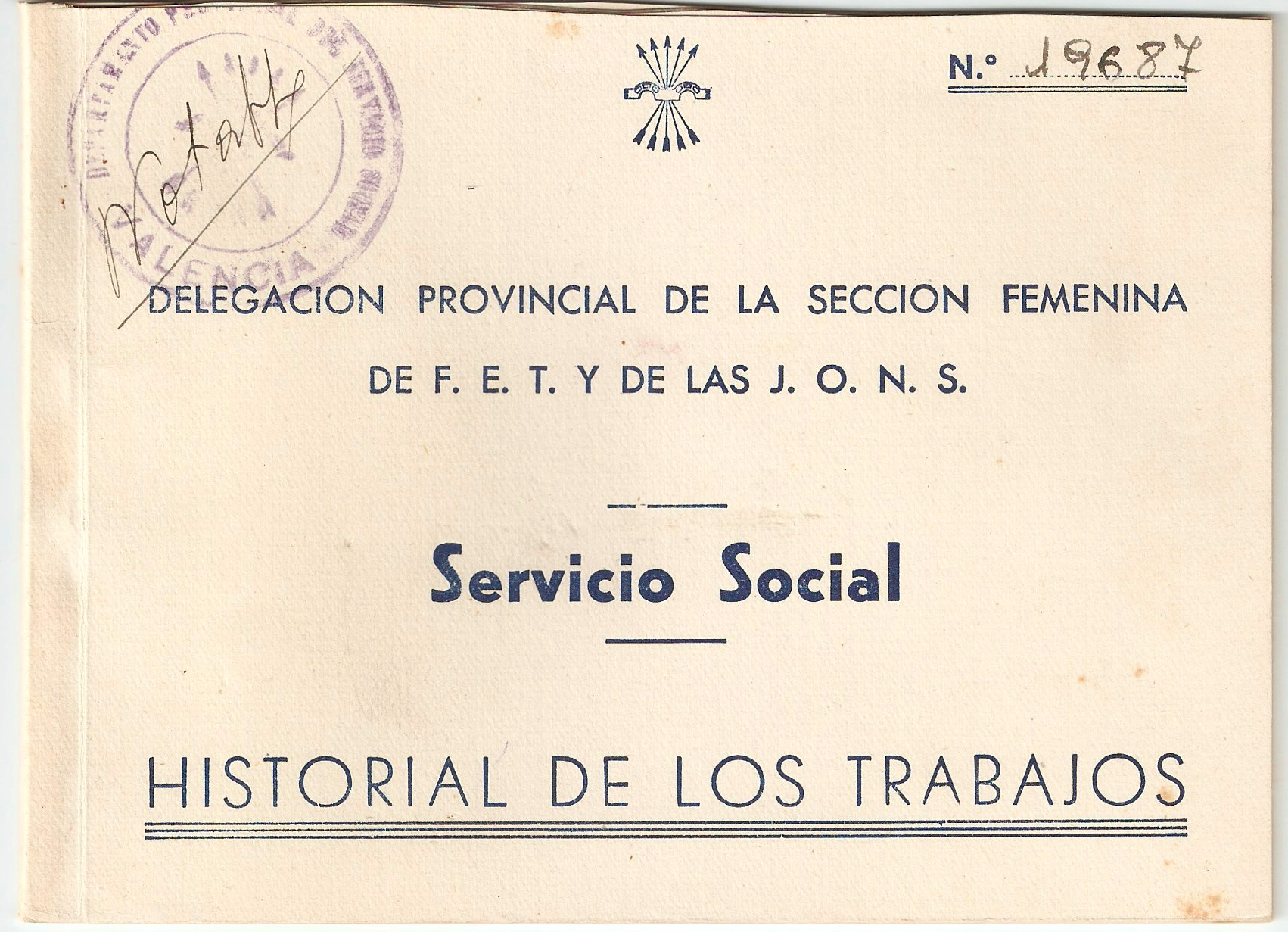
وثيقة تثبت إنجاز العمل الذي يشكل الخدمة الاجتماعية للمرأة.

### اختفاء
بعد وفاة فرانكو وبداية ما يسمى بالانتقال ، واجهت المنظمة - التي كانت غارقة في انحدار عميق  مرحلتها الأخيرة. في 1 أبريل 1977، ألغى المرسوم الملكي بقانون 23/1977 قسم المرأة.  لاحقًا، في 4 يوليو 1977، وافقت الحكومة على نقل بعض خدمات SF إلى وزارة الأسرة والشباب والرياضة التي تم إنشاؤها حديثًا.  لم يعني حل المنظمة الأم، SF، اختفاء العديد من تبعياتها؛ كانت هذه هي حالة " Coros y Danzas de España "، أو مدربي الشباب أو دوائر "Medina"، التي استمرت في الوجود بعد ذلك. 
أثناء تفكيك دكتاتورية فرانكو، تم اعتقال العديد من النساء المرتبطات بقسم النياء حوالى 2400 موظل تم نقله الى المكتبات العامة، حتى من دون إكمال دورات إعادة التدريب المهني. ومع ذلك، وعلى عكس ما حدث في الإدارات الحكومية الأخرى، أثار هذا الإجراء احتجاجات عديدة من ببل موظفؤ المكتبات.

## منظمة
بعد إنشاء الاتحاد النسائي العمالي (FET) والاتحاد الوطني للعمال العمال (JONS) عام ١٩٣٧، أصبح القسم النسائي تابعًا بشكل مباشر للأمانة العامة للحركة .  ترأست بيلار بريمو دي ريفيرا الوفد الوطني. مارست عدة أقسام تابعة له مسؤوليات مختلفة: 
- المجلس المركزي للتربية البدنية
- المجلس المركزي لتدريب الشباب ومشاركتهم
- المجلس المركزي للتوعية الاجتماعية والصحية
- المجلس المركزي للصحافة والدعاية
- المجلس المركزي للثقافة
- المجلس المركزي للخدمات الاجتماعية
- المجلس المركزي لإخوانية المدينة والريف
- مجلس الموظفين المركزي
- مجلس الإدارة المركزية

من خلال مجالسها، شاركت دائرة المرأة في جميع هيئات الدولة المعنية بالمرأة.  وقد أُعيد إنتاج هذا الهيكل على مستويات أدنى، من خلال الوفود الإقليمية والمحلية. كما أُعيد إنتاج هيكل المجالس على مستوى المحافظات، اعتمادًا على الوفود المقابلة. 

## المنشورات
طوال تاريخها، نشرت و/أو كانت لدى قسم المرأة سلسلة من المنشورات الدورية، وأهمها المجلات Medina ؛ مجلة Y للنساء ؛ مجلة Teresa لجميع النساء ؛ School of Home ؛ أو Consigna . مجلة قسم المرأة المخصصة للمعلمات . 